# Lương Minh Thống
Lương Minh Thống (sinh năm 1964) là Kiểm sát viên cao cấp người Việt Nam. Ông hiện giữ chức vụ Vụ trưởng Vụ Kiểm sát việc tạm giữ, tạm giam và thi hành án hình sự (Vụ 8), Viện kiểm sát nhân dân tối cao Việt Nam. Ông từng có chức danh Kiểm sát viên Viện kiểm sát nhân dân tối cao.

## Tiểu sử
Từ ngày 1 tháng 1 năm 2015, Lương Minh Thống, Kiểm sát viên Viện kiểm sát nhân dân tối cao, Trưởng phòng thực hành quyền công tố và kiểm sát điều tra án tham nhũng được Viện trưởng Viện kiểm sát nhân dân tối cao Việt Nam Nguyễn Hòa Bình bổ nhiệm giữ chức vụ Phó Vụ trưởng Vụ  kiểm sát việc tạm giữ, tạm giam và thi hành án hình sự, Viện kiểm sát nhân dân tối cao Việt Nam theo Quyết định số 09/QĐ-VKSTC-V9 kí ngày 25 tháng 12 năm 2014.
Từ ngày 1 tháng 11 năm 2018, Lương Minh Thống, Phó Vụ trưởng Vụ 8 VKSND tối cao, được Viện trưởng Viện kiểm sát nhân dân tối cao Việt Nam Lê Minh Trí giao quyền Vụ trưởng Vụ Kiểm sát việc tạm giữ, tạm giam và thi hành án hình sự (Vụ 8) VKSND tối cao theo Quyết định số 169/QĐ-VKSTC kí ngày 25/10/2018 thay ông Vũ Huy Thuận nghỉ hưu.
Từ ngày 1 tháng 1 năm 2019, Lương Minh Thống, Kiểm sát viên cao cấp, được Viện trưởng Viện kiểm sát nhân dân tối cao Việt Nam Lê Minh Trí bổ nhiệm giữ chức vụ Vụ trưởng Vụ Kiểm sát việc tạm giữ, tạm giam và thi hành án hình sự (Vụ 8) Viện kiểm sát nhân dân tối cao.